# Mingo Cay
Mingo Cay je neravan, nenaseljen, otok površine 19 ha u Američkim Djevičanskim otocima. Nalazi se sjeverno od Pillsbury Sounda i dugačak je 1.1 km. Također se nalazi 3 km sjeverozapadno od otoka Saint John i 3 km sjeveroistočno od otoka Saint Thomas. Administrativno je dio podokruga Central okruga Saint John.
Nekada u privatnom vlasništvu, otok je 2021. godine doniran zakladi za očuvanje zemljišta.